# 5767 (ano hebraico)
5767 (hebraico: ה'תשס"ז, forma abreviada: תשס"ז) foi um ano hebraico correspondente ao período após o pôr do sol de 22 de setembro de 2006 até ao pôr do sol de 12 de setembro de 2007 do calendário gregoriano.
| Mês judaico | Calendário gregoriano                                                                   |
| ----------- | --------------------------------------------------------------------------------------- |
| Tishrei     | após o pôr do sol de 22 de setembro de 2006 até ao pôr do sol de 22 de outubro de 2006  |
| Cheshvan    | após o pôr do sol de 22 de outubro de 2006 até ao pôr do sol de 21 de novembro de 2006  |
| Kislev      | após o pôr do sol de 21 de novembro de 2006 até ao pôr do sol de 21 de dezembro de 2006 |
| Tevet       | após o pôr do sol de 21 de dezembro de 2006 até ao pôr do sol de 19 de janeiro de 2007  |
| Shevat      | após o pôr do sol de 19 de janeiro de 2007 até ao pôr do sol de 18 de fevereiro de 2007 |
| Adar        | após o pôr do sol de 18 de fevereiro de 2007 até ao pôr do sol de 19 de março de 2007   |
| Nissan      | após o pôr do sol de 19 de março de 2007 até ao pôr do sol de 18 de abril de 2007       |
| Iyyar       | após o pôr do sol de 18 de abril de 2007 até ao pôr do sol de 17 de maio de 2007        |
| Sivan       | após o pôr do sol de 17 de maio de 2007 até ao pôr do sol de 16 de junho de 2007        |
| Tammuz      | após o pôr do sol de 16 de junho de 2007 até ao pôr do sol de 15 de julho de 2007       |
| Av          | após o pôr do sol de 15 de julho de 2007 até ao pôr do sol de 14 de agosto de 2007      |
| Elul        | após o pôr do sol de 14 de agosto de 2007 até ao pôr do sol de 12 de setembro de 2007   |

## Dados sobre 5767
- Ano comum completo: 355 dias (Shelemah)
- Cheshvan e Kislev com 30 dias
- Ciclo solar: 27º ano do 206º ciclo
- Ciclo lunar: 10º ano do 304º ciclo
- Ciclo Shmita: 6º ano
- Ma'aser Ani (dízimo para os pobres)

## Fatos históricos
- 1937º ano da destruição do Segundo Templo
- 59º ano do estabelecimento do Estado de Israel
- 40º ano da libertação de Jerusalém